# Stiche-Raten
Stiche-Raten ist ein Kartenspiel für drei bis sechs Spieler, das mit zwei Skatblättern, also 64 Karten, gespielt wird. Ähnlich wie bei Spades, Wizard oder Bridge muss jede Runde vorab die Zahl der eigenen zu erspielenden Stiche vorausgesagt werden. Neben den Karten wird ein Blatt Papier (oder Ähnliches) benötigt, um die Anzahl der angesagten Stiche sowie die erzielten Punkte der Mitspielenden zu notieren.

## Namen
Das Stiche-Raten ist im deutschen Sprachraum auch bekannt als Ansagen, Baptistenskat, Brille, Bömmel, Cravallo, Dummkopf, Durch die Hölle, Einmal Hölle und zurück, Fahrstuhl, Fenderclash, Lotto-Bridge, Null-Null, Plumps, Hoch und Runter, Rauf runter, Reinreißen, Stacheldraht, Stich ansagen (Schweizerdeutsch: Stichasägä), Streichholzbridge, Waschmittel, Strulli-Wulli, Stichschätzen, Wist und Wuppertaler.
Im englischen Sprachraum existiert ein ähnliches Spiel namens Oh, Hell! (oder auch Screw Your Neighbour). Es wird jedoch mit einem Poker-Blatt gespielt und kennt zudem eine Trumpffarbe. In den 1980er Jahren wurden auf Grundlage dieser Variante zahlreiche Kartenspiele mit leichten Regelmodifikationen veröffentlicht, wie Wizard und Rage, Die sieben Siegel oder Canyon. In den Niederlanden wird es als Boerenbridge (Bauernbridge) bezeichnet.

## Regeln
Ein Spiel besteht aus mehreren Runden. Hat ein Spieler die Anzahl der Stiche für die Runde richtig vorausgesagt, erhält er am Ende der Runde einen Bonus von 10 Punkten, andernfalls entfällt der Bonus. Stiche zählen einen Punkt. Gewonnen hat, wer nach Abschluss aller Runden die meisten Punkte hat.
Im Spielverlauf variiert die Zahl der verteilten Karten. Begonnen wird mit einer Karte pro Spieler, mit jeder weiteren Runde kommt eine Karte hinzu. Ist die Höchstzahl der ausgeteilten Karten erreicht (meist bedingt durch die Zahl der Spieler und den beschränkten Vorrat von 64 Karten der zwei Skatblätter), so wird die Anzahl der Karten pro Runde wieder reduziert, bis man wieder bei einer Karte angelangt ist. Danach ist das Spiel vorüber.
Zu Beginn jeder Runde muss jeder Spieler die Anzahl der eigenen Stiche einschätzen. Beginnend links vom Geber, werden reihum von den Spielern die Ansagen offen abgegeben und auf dem Spielblatt notiert.
Der Geber dreht die letzte Karte um und legt sie offen auf den Ablagestapel. Die Farbe dieser Karte ist für diese Runde Trumpf.
Anschließend spielt der Spieler links vom Geber die erste Karte aus. Alle anderen legen im Uhrzeigersinn eine der ihrigen dazu. Es herrscht Farbzwang. Wer die höchste Karte im Stich hat, gewinnt den Stich und spielt den nächsten an, wobei bei gleichen Karten (jede Karte gibt es zweimal) die zweite die erste Karte sticht. Die Rangfolge ist (absteigend) Ass, Zehn, König, Dame/Ober, Bube/Unter, Neun, Acht und Sieben (wie bei Skat).

## Varianten
- Bei der letzten Ansage muss darauf geachtet werden, dass die Summe aller angesagten Stiche nicht der Zahl der möglichen Stiche entspricht, mit der Folge, dass mindestens einer seinen Bonus nicht erlangen kann.
- Für falsches Vorhersagen können auch Punkte abgezogen werden.
- Bei mehreren gleichen Karten kann auch die Erstgespielte in der Runde als die höhere gezählt werden.
- Manchmal wird auch der Durchmarsch und/oder die Armut belohnt, d. h. wer alle oder gar keine Stiche vorhersagt und seine Ansage erfüllt, bekommt Extrapunkte. Diese entfallen natürlich, wenn nur eine Karte pro Spieler ausgeteilt wird.
- Im oberösterreichischen Sprachraum wird das Spiel teils mit Trumpffarbe und 36 doppeldeutschen Schnapsen-Karten (Sechs, Sieben, Acht, Neun, Zehn, Unter, Ober, König, Sau) gespielt.
- Das Spiel lässt sich auch gut mit den Kartensatz von Elfer raus! spielen, hier stehen dann vier Farben mit je 20 Karten, gesamt 80 Karten, zur Verfügung. Zudem kann auch nach Jassregeln gespielt werden, wobei eine nicht benutzte Karte den Trumpf angibt.
- Eine weitere mögliche Modifikation sind die Blind- und Doppelblind-Runden: Nach der eigentlich letzten Runde (also die mit einer Karte) kommt die Blind-Runde. Dabei muss jeder Spieler die Stiche ansagen, bevor er seine Karten erhält. In dieser Runde zählen die Punkte doppelt. Nach der Blind-Runde folgt die Doppelblind-Runde: Auch hier muss man die Stiche blind vorher sagen. Die Karten darf man selbst nicht anschauen. Ein Spieler sagt an, bekommt seine Karten und spielt diese aus, ohne sie gesehen zu haben. In der Doppelblind-Runde zählen die Punkte vierfach.
- Eine weitere Variante ist Papp die Stirn, bei der nur eine Karte ausgeteilt wird, die sich der Spieler vor die Stirn hält oder bei passender Menge Schweiß damit daran festklebt. Der Spieler sieht somit alle anderen Karten, nicht aber seine eigene.
- Eine Spielvariante ist Kletzel-Druff. Nach Ansagen der Stiche nimmt sich jede Person der Anzahl der Stiche entsprechend Holzklötzchen eines Mühle- oder Backgammonspiels.
- Der Trumpf wird vor der Ansage der Stiche aufgedeckt.
- Sinnvoll lässt sich das Spiel ab einem Skat- bis hinzu zwei Romme-Kartenspielen spielen
- Die Anzahl der Spieler kann ab drei in Abhängigkeit von der Anzahl der verfügbaren Karten gespielt werden
- Varianten bei der Wertung
  - Es wird jeweils die Differenz zwischen Ansage und Anzahl erzielter Stiche als Minuspunkte notiert. Gewinner ist, wer am Ende die wenigsten Minuspunkte hat.
  - Wird falsch bedient, ist das Spiel beendet und derjenige, der falsch bedient hat, erhält die Summe der möglichen Stiche als Minuspunkte